# 奧斯卡金像獎香港免費電視節目
奧斯卡金像獎的香港免費電視節目，是指奧斯卡金像獎在香港免費電視頻道所播映的電視節目。

## 簡介
奧斯卡金像獎頒獎典禮於1969年首次在香港的地面免費電視頻道播出，通常由香港的電視台向美國方面取得播映權，在頒獎禮當日早上以英語作現場直播，並於晚上黃金時段重播。
自1969年至2020年期間，由無綫電視明珠台播映，除頒獎典禮外，無綫電視亦會播映以下前奏及相關節目：
- 星光匯聚奧斯卡®（On the Red Carpet at the Oscars®）
- 奧斯卡®頒獎典禮前奏（The Oscars® Red Carpet Live）
- 奧斯卡®之夜：賽後直擊（On the Red Carpet at the Oscars® The Winners）
- 奧斯卡®背後（Behind the Oscars®）

此節目於2015年開始播映
- 奧斯卡®賽前率先睇（Know Your Oscars® ）

此節目於2015年開始播映
- 入圍名單記者會（Nominations Announcement）

於2019年起於娛樂新聞台現場直播  （页面存档备份，存于）
然而在2021年，無綫電視沒有轉播奧斯卡金像獎頒獎典禮，2022年及2024年也沒有任何香港的電視台負責安排直播。
2023年，香港電視娛樂首次取得播映權並由旗下的英語頻道ViuTVsix直播，並於2025年再次為頒獎禮進行現場直播。除頒獎典禮外，ViuTVsix還會直播頒獎典禮開始前的紅地氈盛況（《第〇〇屆奧斯卡金像獎紅地氈盛況》）。

## 即日翻譯
由於香港的電視廣播牌照規定，英語免費電視頻道於晚上黃金時段所播出的節目須配有中文字幕，故電視台須安排多名翻譯員於現場直播期間作同步翻譯，於黃昏前完成配上字幕的工作，並於晚上黃金時段重播版中播出。

## 重溫
自2013年起，奧斯卡®頒獎典禮前奏及奧斯卡金像獎頒獎典禮的重播版於當晚由明珠台播出後，在TVB奧斯卡頒獎典禮網頁及myTV（2017年起改為於myTV SUPER免費區，含網頁版及手機應用程式版）提供重溫。
2023年及2025年由香港電視娛樂取得播映權時，在viu.tv及ViuTV app可免費重溫。

## 播放時間衝突
奧斯卡金像獎頒獎禮直播時段為香港時間星期一平日日間清晨至中午，根據電視台早年的牌照條款，明珠台在此時段必須播放教育電視，奧斯卡金像獎頒獎禮直播必須「讓路」，故早年的奧期卡頒獎禮直播，只能直播至中午12:00（如明珠台播放下午時段教育電視），或中午12:00才開始直播（如明珠台播放上午時段教育電視）。此規定一直為人垢病，無綫電視多次要求政府彈性處理，在奧斯卡金像獎頒獎禮當天，容許暫停播放教育電視，以全程直播奧斯卡金像獎頒獎禮，但政府一直堅拒。不過，明珠台及國際台在直播財政預算案、施政報告、美國總統選舉辯論及美國總統選舉時，政府卻容許暫停播放或提早結束教育電視，以全程直播上述節目而無需「讓路」，因此一直被批評在處理奧期卡頒獎禮和重大新聞事件的直播安排時以「雙重標準」考慮。
2006年奧斯卡金像獎頒獎禮，香港社會關注華裔導演李安憑《斷背山》角逐奧斯卡最佳導演獎項，但此獎項於香港時間中午過後頒發，而當時明珠台的教育電視時段，為中午12:00至下午4:00，原則上，不能直播此獎項的頒獎情況，故引發社會輿論要求全程直播，政府終作讓步，容許明珠台於2006年3月6日，延遲至下午1:00才播放教育電視，以直播奧斯卡金像獎頒獎禮至下午1:00，並直播「最佳導演」獎項的頒獎情況。
在2007年至2012年間，明珠台在未有知會政府下，自行在奧斯卡頒獎禮當日停播教育電視，因而引起政府不滿。在2013年至2015年間，無綫為免影響觀眾收看奧斯卡金像獎下，而又符合必須播放教育電視的電視台牌照條款下，採取特別播放安排處理：數碼明珠台會全程直播奧斯卡金像獎頒獎禮，模擬明珠台如常播放教育電視，於上午10:00教育電視完結後，才開始直播奧斯卡金像獎頒獎禮。另外，明珠台由2010年起會在全國人大會議開幕當日當天，全程直播由國家總理宣讀的總理工作報告，因此明珠台亦會以同一安排處理教育電視的播放問題。
2016年起，政府容許明珠台於奧斯卡金像獎頒獎禮當天，暫停播放教育電視，故當天模擬及數碼明珠台，皆會全程直播奧斯卡金像獎頒獎禮，教育電視將暫停播映。

## 停播
2021年，無綫決定不再轉播第93屆奧斯卡金像獎，表示相關事宜是「純商業考慮」。彭博社称，“知情人士”透露，由於紀錄香港反修例示威的紀錄片《不割席》（Do Not Split）入圍最佳紀錄短片最後五強，被指「辱華」的華裔導演趙婷憑電影《浪跡天地》榮獲多項提名，中共中央宣傳部要求“奥斯卡奖的报道应侧重于那些没有争议的奖项”。而到2022年，根據電視評論人游大東所得的消息，明珠台連續第二年不再轉播奧斯卡，無綫和其他電視台沒有回應為何不播放。2024年，頒獎典禮再次沒有任何香港電視台直播。